# Hudsucker Proxy
Hudsucker Proxy (ang. The Hudsucker Proxy) – film z 1994 roku w reżyserii Joela Coen i Ethana Coen.

## Główne role
- Tim Robbins – Norville Barnes
- Paul Newman – Sidney J. Mussburger
- Jennifer Jason Leigh – Amy Archer
- Charles Durning – Waring Hudsucker
- John Mahoney – Szef
- Jim True-Frost – Buzz
- Bill Cobbs – Moses

## Opis fabuły
Gdy Waring Hudsucker, szef Hudsucker Industries, popełnia samobójstwo, rada nadzorcza pod przewodnictwem Sidneya Mussburgera wpada na wspaniały plan zarobienia pieniędzy: zamierzają zatrudnić idiotę, aby ten prowadził dalej firmę, a gdy ceny akcji spadną wystarczająco nisko, będą mogli odkupić je za bezcen. Na stanowisko prezesa zostaje wybrany Norville Barnes, młody człowiek, który dopiero co zaczął pracować w dziale pocztowym przedsiębiorstwa. Jednak osoba Norvilla wcale nie pogrąża firmy.